# حجر سلس
الحجر السَّلْس أو الحجر الحر هو حجر يستخدم في البناء من أجل التشكيل، والزخرفة وغيرها من أعمال النسخ المطلوبة للعمل مع الإزميل. الذي سمي بهذا الاسم لأنه يمكن قطعه بحرية في أي اتجاه، دقيقًا ومتماسكًا ولينًا بما يكفي ليتم قطعه بسهولة دون تحطم أو شق. بعض المصادر، بما في ذلك العديد من القواميس في القرن التاسع عشر، تقول أن الحجر ليس له حبوب، لكن هذا غير صحيح. تستخدم الحجارة الأولية بشكل عام، على الرغم من استخدام أحجار رملية ناعمة في بعض الدول. في بعض الكنائس يستخدم الطباشير الممددة وتسمى clunch للبطانة الداخلية وللنحت. يعتقد البعض أن الماسونية كانت تعني في الأصل الشخص القادر على نحت الحجارة.